# Saldaña, Palencia

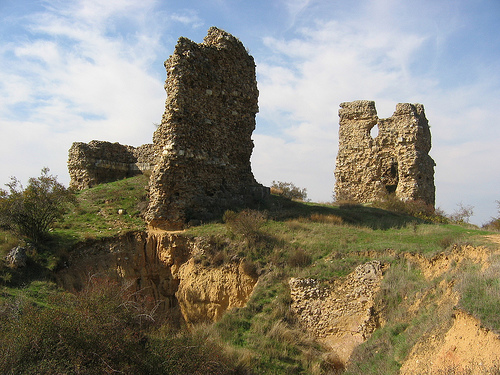
Phế tích lâu đài tại Saldaña

Saldaña là một đô thị trong tỉnh Palencia, Castile và León, Tây Ban Nha. Đô thị này có diện tích 131,95 km², dân số 3083 người (2007). Đô thị này nằm ở độ cao 968 m. 
Năm 1149, Berenguela của Barcelona qua đời tại đây.
Đô thị này bao gồm 14 khu phố (pedanía): Carbonera, Membrillar, Relea de la Loma, Renedo del Monte, caserío de Villaires, San Martín del Obispo, Valcabadillo, Valenoso, Vega de Doña Olimpa, Villafruel, Villalafuente, Villanueva del Monte, Villasur y Villorquite del Páramo.